# Комиссар Мулен
«Комиссар Муле́н» (фр. Commissaire Moulin) — французский телесериал из 19 серий по 90 минут, созданный Полем Андреотой и Клодом Буассолем, транслировавшийся с 4 августа 1976 года по 14 октября 1982 года на канале TF1. После отмены в 1982 году, демонстрация была возобновлена в 1989 году и, наконец, завершена в 2008 году. Стал самым продолжительным по времени трансляции французским сериалом (32 года).

## Сюжет
В сериале рассказывается о приключениях беззаботного комиссара полиции Жан-Поля Мулена и его команды, раскрывающих преступления.

## Актёры
- Ив Ренье[англ.] — комиссар Жан-Поль Мулен
- Клеман Мишю[англ.] — инспектор Галланд
- Ги Монтанье[англ.] — Гийомар
- Жан-Пьер Кериен[англ.] — Рокар
- Жан-Люк Моро — Алекс
- Дайан Сименон — Пупетт
- Лоуренс Шарпантье[фр.] — Лоло
- Наташа Амаль[англ.] — Саманта Бомонт
- Фрэнсис Лакс — директор
- Режис Андерс — заместитель директора
- Бернар Росселли — командир Леон Гермер
- Алиса Беат — лейтенант Шарлотта Маршевски
- Саманта Ренье — Мари Мулен
- Анн-Шарлотта Понтабри[фр.] — доктор Софи Мулен
- Дэниел Руссо[англ.] — Шалом
- Лоррейн Бракко — Дженни
- Женнифер Лоре — Жюли Жонке
- Камель Бельгази — Сильвен Жосс